# Libníkovice
Libníkovice (německy Lipnikowitz) jsou obec v okrese Hradec Králové v Královéhradeckém kraji.
Žije zde 169 obyvatel.
Na vrcholu Lohová (311 m n. m.) 1 km na východ od obce stojí veřejnosti nepřístupná věž (vysílač). Směrem na Výravu je bezejmenný kopec s nově rekonstruovanou rozhlednou.

## Historie
První písemná zmínka o obci pochází z roku 1546.

## Obyvatelstvo
| Rok            | 1869 | 1880 | 1890 | 1900 | 1910 | 1921 | 1930 | 1950 | 1961 | 1970 | 1980 | 1991 | 2001 | 2011 | 2021 |
| -------------- | ---- | ---- | ---- | ---- | ---- | ---- | ---- | ---- | ---- | ---- | ---- | ---- | ---- | ---- | ---- |
| Počet obyvatel | 290  | 293  | 301  | 279  | 279  | 282  | 271  | 196  | 189  | 169  | 147  | 131  | 128  | 156  | 169  |
| Počet domů     | 60   | 60   | 61   | 61   | 62   | 62   | 67   | 74   | 60   | 55   | 48   | 70   | 71   | 77   | 83   |

## Obecní správa
Mezi lety 1869–1980 Libníkovice byly obcí v okrese Hradec Králové (1869–1930), poté v okrese Hradec Králové-okolí (1950) a později opět v okrese Hradec Králové. Od 1. července 1980 do 31. prosince 1991 patřily jako část obce k Černilovu a od 1. ledna 1992 jsou opět samostatnou obcí.

### Části obce
- Libníkovice
- Borovice
- Horní Černilov

### Obecní symboly
Znak a vlajka byly obci uděleny rozhodnutím předsedy Poslanecké sněmovny Parlamentu České republiky dne 13. května 2003.

## Galerie

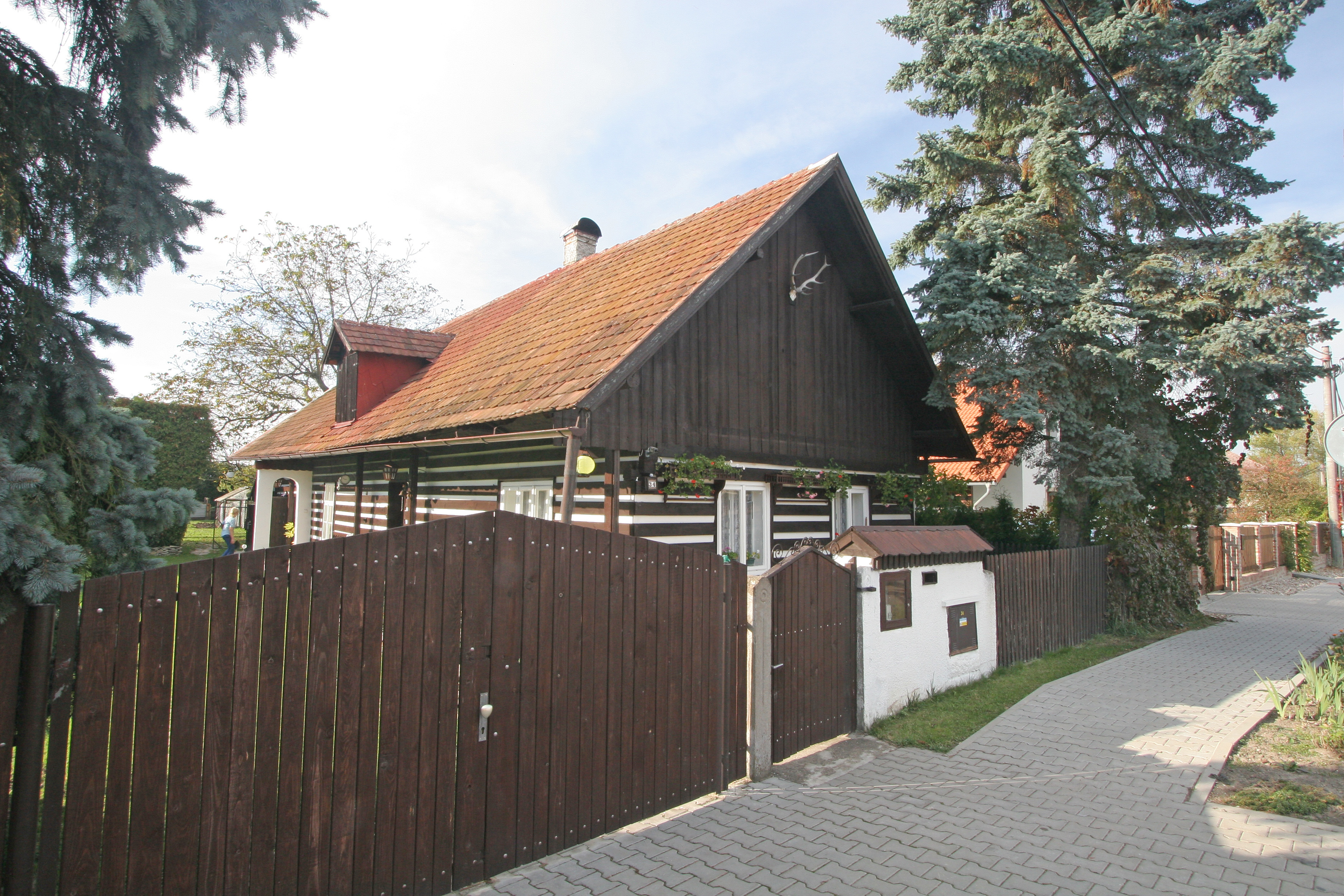
Stavení čp. 34
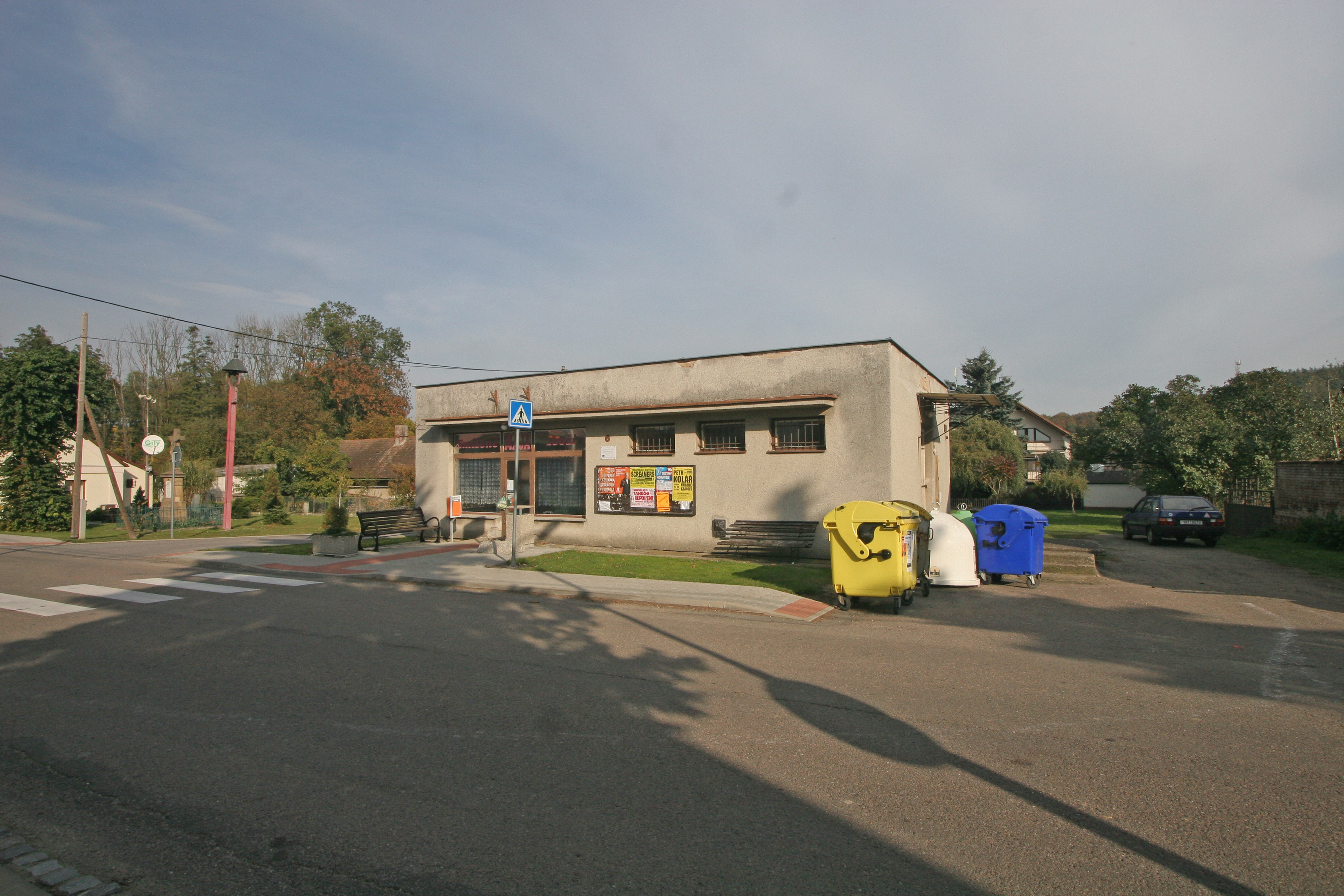
Prodejna
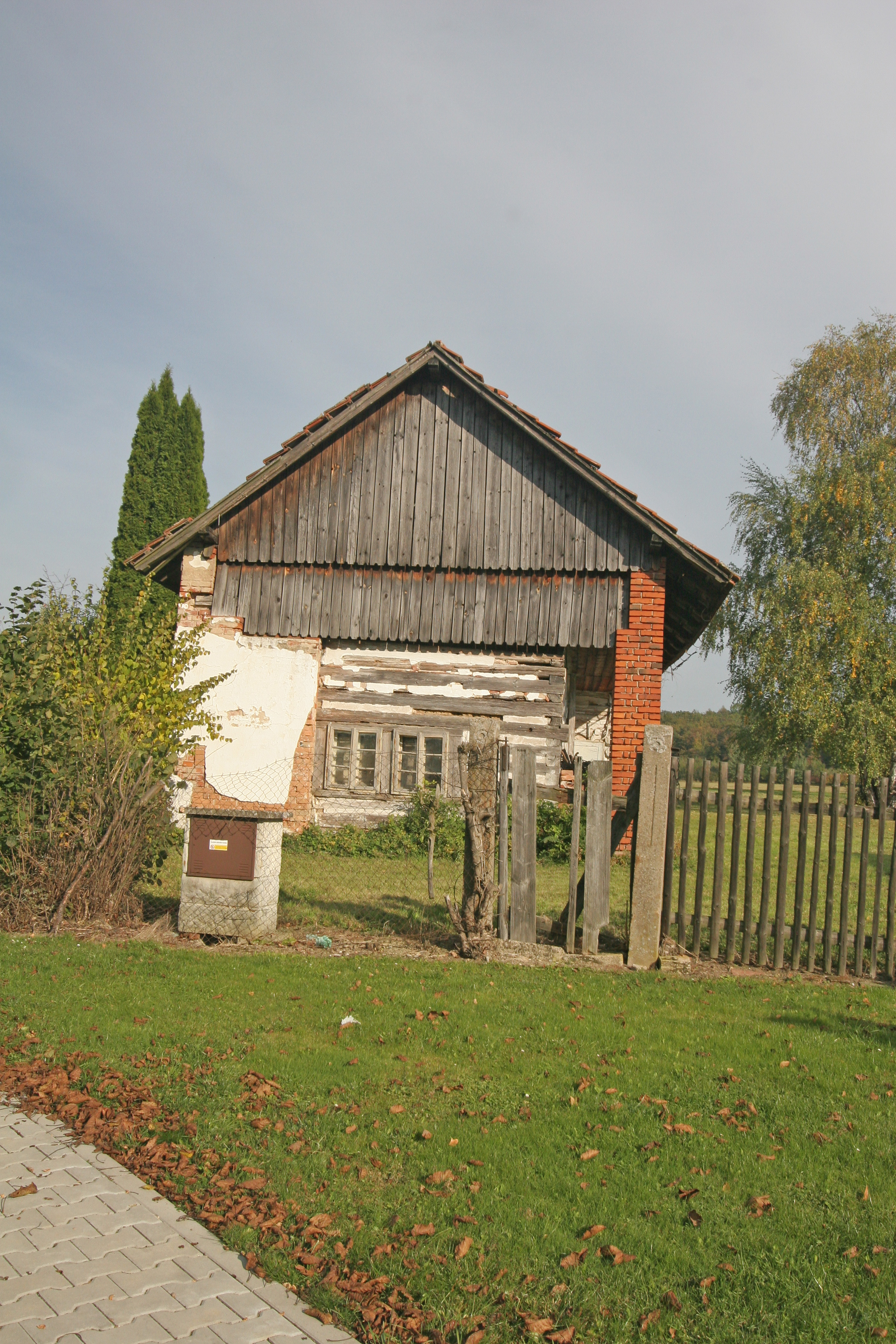
Stavení čp. 12
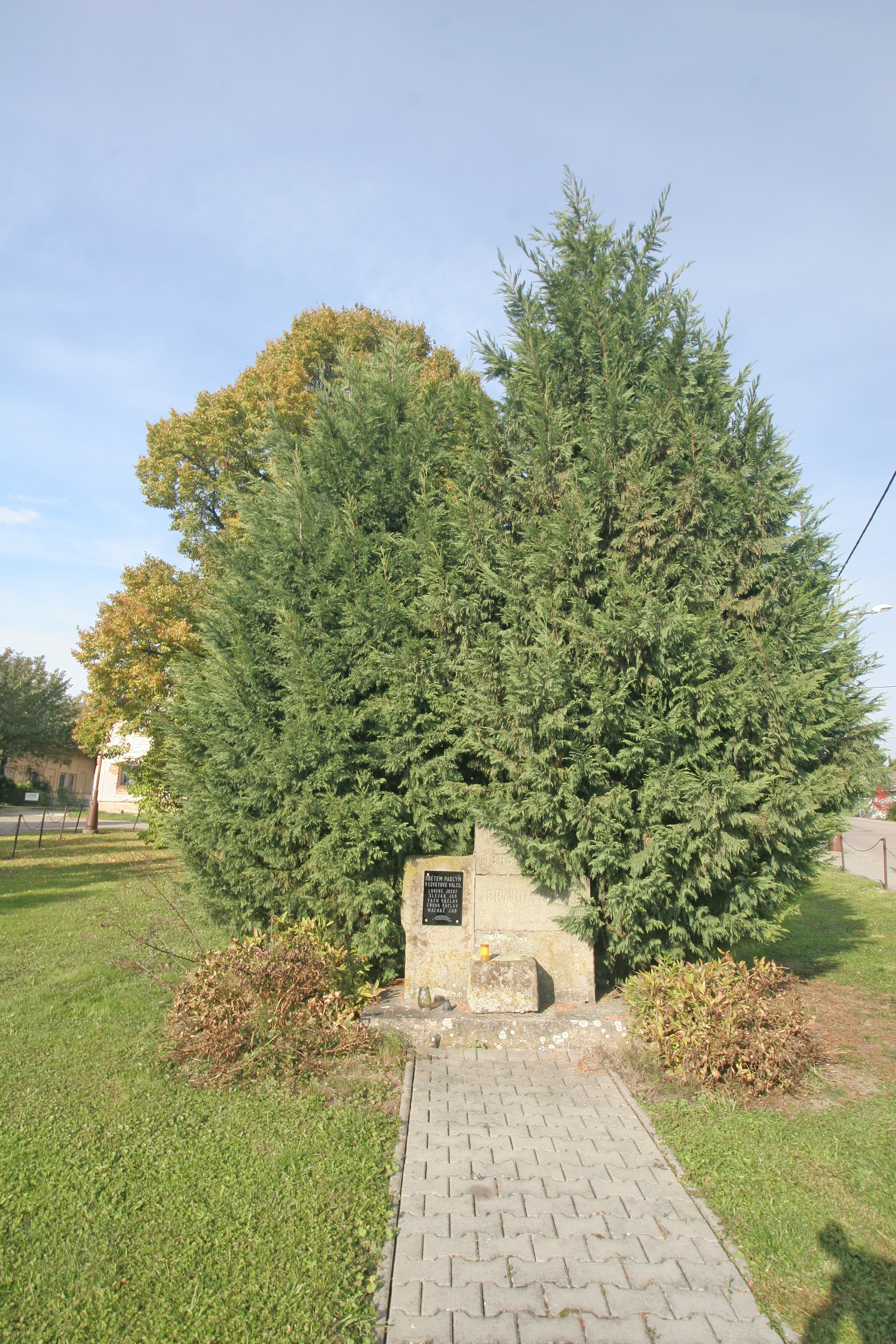
Pomník padlých
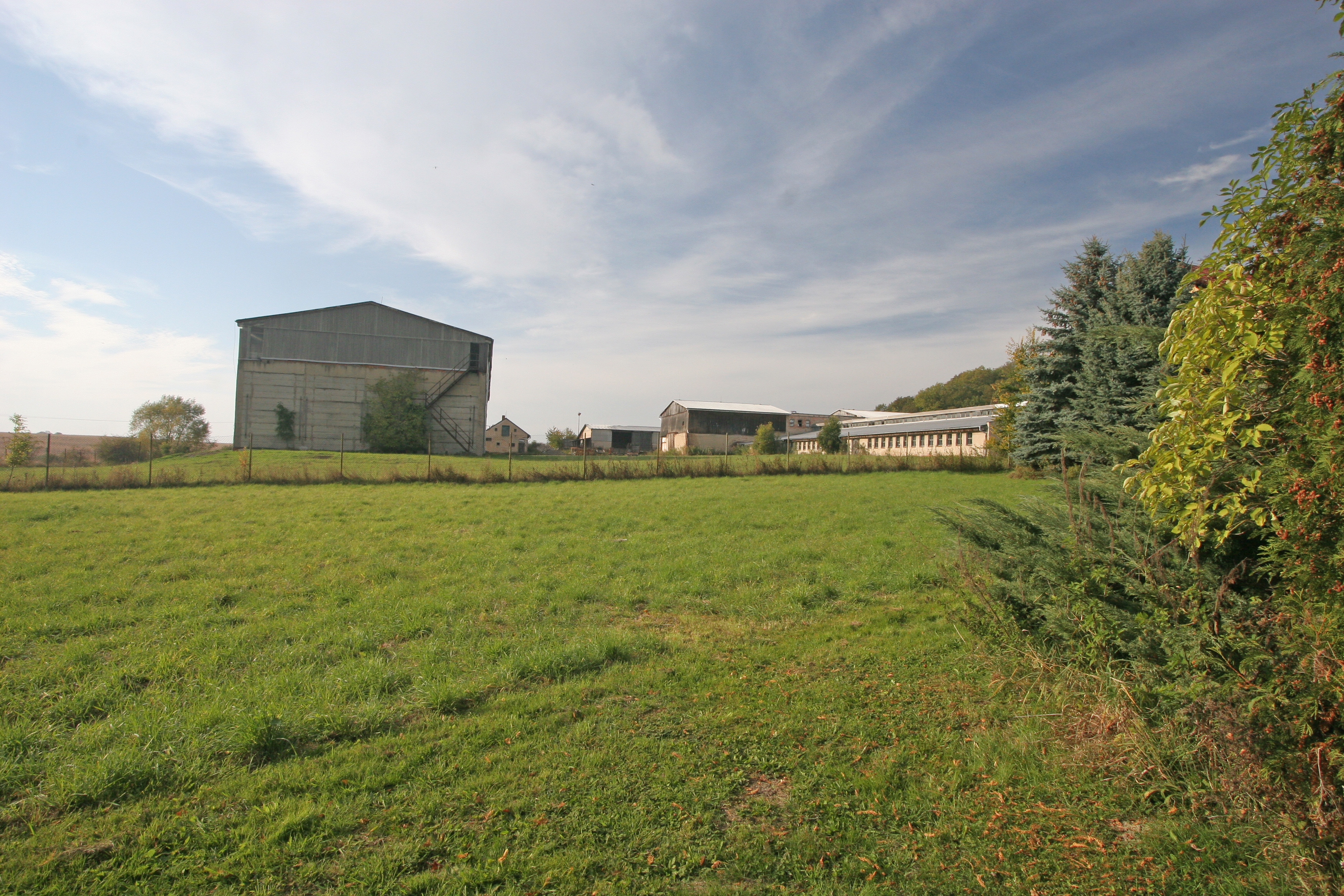
Farma